# Euperilampus lepreos
Euperilampus lepreos är en stekelart som först beskrevs av Walker 1846.  Euperilampus lepreos ingår i släktet Euperilampus och familjen gropglanssteklar. Inga underarter finns listade i Catalogue of Life.